# Red Light Abstract
Red Light Abstract fue una banda de indie rock/post-rock/shoegaze formada en la Ciudad de México en 2010.
Red Light Abstract estuvo integrada por Alberto Martínez en voz y guitarra, Daniel Rojas en la guitarra y teclados, Mauricio Torres en el bajo y Alejandro Flores en la batería.

## Inicios
Alberto Martínez nació y se crio en Texas, Estados Unidos, llegó a la Ciudad de México en 2007. En 2010 Alberto Martínez conoce a Daniel Rojas y descubren que tienen aficiones musicales en común y deciden armar un proyecto inspirado en ...And You Will Know Us by the Trail of Dead, Portishead, The Cure y Joy Division. Sin un nombre aún para la banda, el par de músicos comienzan a trabajar en canciones. En ese mismo 2010 entra a la banda Mauricio Torres, músico que años atrás había trabajado de manera informal con Daniel Rojas en otros proyectos. En aquel momento el grupo trabaja bajo el nombre de Coma Noise, el cual sería posteriormente cambiado a Red Light Abstract.
Durante todo 2010 Red Light Abstract trabajó sus canciones buscando su sonido; en aquel momento el baterista del grupo era Rodrigo Muñoz quien dejó la banda para que entrara en su lugar Alejandro Flores. Alejandro Flores es un músico que pasó la mayor parte de su vida en San Diego California, donde perteneció a distintas bandas hasta que se unió a Red Light Abstract en octubre de 2011. 

### Primeras apariciones
Red Light Abstract realizó sus primeros conciertos en pequeños lugares de la Ciudad de México como el Bizarro, Black Horse, El Imperial, Multi Foro 246, Club 27, Viking, Real Under, UTA Paranoid Vissions y muchos otros espacios dedicados al rock independiente en México. Mientras la banda se daba a conocer grabaron una sesión en 607 Estudios de la colonia Condesa, esta grabación dio de que hablar y sitios de música especializada en Estados Unidos como Infobarrel y Tristate Indie quienes  dedicaron algunas líneas para reseñar la música del cuarteto:

### Reseñas
" Red Light Abstract consists of members from Mexico City, Austin, Texas, and San Diego, California. The band members are diverse, and the actual music created is relatively diverse as well; as it is heavily influenced by post-rock musicians like Mogwai and Explosions in the Sky (to name two obvious ones). As a result, their music is atmospheric; yet still very easy to get into as well"
InfoBarrel

"Red Light Abstract is certainly a fitting name for this Mexico City group, which combines elements of post rock, shoegaze, and alternative rock. The band finds inspiration in creating a sonic landscape that most of the time overshadows the lyrical content. This is not a knock at Red Light Abstract; I’m merely mentioning this stylistic approach, as I think it overall makes their music more moving."
Tristate Indie

## Sonido
La banda define su sonido de la siguiente manera: " Red Light Abstract mellow rock instrumentation, punk influences, a subtle use of vocal harmony, minor key tonality and electric guitar". En el sonido del grupo se aprecian matizes de shoegaze; las canciones de la agrupación están plagadas de ruidos y efectos provenientes de sus pedales. Sin embargo, la oferta sonora de la banda más allá del simple ruidos, canciones como Big Six reflejan una clara influencia de Johnny Cash y Murderous Face muestra el lado oscuro de la banda.

### Red Light Abstract (álbum)
Red Light Abstract entró al estudio en julio de 2012 para grabar su primer trabajo discográfico el cual concluyó en febrero de 2013. El primer disco homónimo del grupo apareció publicado de manera independiente en versión digital gratuita el 9 de abril de 2013 a través de la plataforma Bandcamp. La grabación corrió a cargo de ingeniero y productor Rubén Olvera quien ha trabajado al lado de bandas mexicanas como El Clan y Real de Catorce entre muchas otras.
Red Light Abstract álbum está integrado por 10 temas.

## Canciones
| N.º | Título            | Duración |  |
| 1.  | «Lies»            | 4:01     |  |
| 2.  | «Self Reflective» | 3:33     |  |
| 3.  | «Living In Sin»   | 3:25     |  |
| 4.  | «Cut To Credits»  | 3:22     |  |
| 5.  | «Fallin Apart»    | 4:13     |  |
| 6.  | «Murderous Face»  | 3:20     |  |
| 7.  | «So Cold»         | 4:13     |  |
| 8.  | «Big Six»         | 2:58     |  |
| 9.  | «Say Nothing»     | 2:18     |  |
| 10. | «Take You»        | 4:09     |  |

### Finalización de la banda
En 2016 luego de haber grabado un álbum y un EP, la banda se separó definitivamente. 
- Datos: Q6103067